# Роша, Глаубер
Глаубер Педро де Андраде Роша (порт. Glauber Pedro de Andrade Rocha, 14 марта 1939, Витория-да-Конкиста — 22 августа 1981, Рио-де-Жанейро), или просто Глаубер Роша, — бразильский кинорежиссёр, один из основателей, теоретик и пропагандист «нового кино» (порт. cinema novo) в Бразилии.

## Биография
Девятилетним вместе с семьей переехал в Салвадор. Учился в пресвитерианской школе. С 16 лет занимался журналистикой, два года изучал право, но в 1959 снял первый кинофильм и с тех пор посвятил себя кино, где выступал также как сценарист и актёр. Сторонник левых антикапиталистических идей, Роша с 1971, после ужесточения в стране установившейся в 1964 военной диктатуры, жил и работал за рубежом (Чили, Испания, Португалия). Был перевезен на родину из Лиссабона уже больным (вирусный перикардит) и через несколько дней умер от лёгочной инфекции.
Дочь — кинорежиссёр Палома Роша (род. 1960), сын — также кинорежиссёр Эрик Роша (род. 1973).

## Фильмография
- 1959 — Pátio (короткометражный)
- 1959 — Cruz na Praça (короткометражный)
- 1961 — Barravento (специальная премия жюри МКФ в Карловых Варах)
- 1964 — Deus e o Diabo na Terra do Sol (номинация на Золотую пальмовую ветвь Каннского МКФ)
- 1965 — Amazonas, Amazonas (короткометражный)
- 1966 — Maranhão 66 (короткометражный)
- 1967 — Terra em transe/Земля в трансе (премия ФИПРЕССИ Каннского МКФ)
- 1968 — 1968 (короткометражный)
- 1969 — O Dragão da Maldade Contra o Santo Guerreiro (Antonio das Mortes) (премия Каннского МКФ лучшему кинорежиссёру, Главная премия кинофестиваля в Локарно)
- 1970 — Cabeças Cortadas
- 1970 — O Leão de Sete Cabeças
- 1972 — Câncer
- 1974 — Historia do Brasil
- 1975 — As Armas e o Povo
- 1975 — Claro
- 1977 — Di Cavalcanti (премия жюри Каннского МКФ за лучший короткометражный фильм)
- 1977 — Jorjamado no Cinema
- 1980 — A idade da terra

## Признание
- Фильмы, статьи и манифесты Роши оказали большое влияние на мировое кино, особенно сильным было его воздействие во Франции накануне и после событий 1968 года.
- Член жюри VI Московского МКФ (1969).
- Его именем названа улица в г. Салвадор.

Трилогия Глаубера Роши 1960-х годов — «Бог и дьявол на земле Солнца» (1964), «Земля в трансе» (1967), «Дракон зла против святого воителя» (1969) — вошла в киноклассику.

## Интервью
- Роша Г. "Интеллектуал должен быть радикальным, он не может вести двойную игру" // Киноведческие записки, 2008/2009, № 89/90, с. 225-230